# Melaneros nigropallescens
Melaneros nigropallescens là một loài bọ cánh cứng trong họ Lycidae. Loài này được Bocáková miêu tả khoa học lần đầu tiên năm 1997.